# Jaime Amat Fontanals
Jaime Amat Fontanals, en catalán: Jaume Amat i Fontanals, (Tarrasa, Barcelona;1 de septiembre de 1941-18 de febrero de 2020) fue un jugador de hockey sobre hierba español.

## Carrera deportiva
Disputó los Juegos Olímpicos de Tokio 1964 y de Múnich 1972  con España, obteniendo un cuarto, y séptimo puesto, respectivamente. 
Sus hermanos Juan, Pedro y Francisco, su sobrino Pol Amat y su hijo Santi Amat también jugaron profesionalmente al hockey sobre hierba y representaron a España en competiciones internacionales.
Falleció a los setenta y ocho años el 18 de febrero de 2020.

## Participaciones en Juegos Olímpicos
- Tokio 1964: 4º.
- Múnich 1972: 7º.